# Primo limosiniere
Il Primo Limosiniere è stato stato una delle grandi cariche della corte sabauda ed era responsabile della vita religiosa e delle cappelle di corte.
Durante gli anni del Risorgimento e del Regno d'Italia la carica non venne più attribuita, e le sue funzioni furono cedute a un Cappellano Maggiore il quale esercitava le sue funzioni liturgiche presso la Chiesa del Santissimo Sudario dei Piemontesi a Roma.

## Al servizio dei Savoia

### Le origini e il Grande elemosiniere dei Savoia
La figura del Grande elemosiniere fu istituita nella corte di Torino, parte ad esempio di ciò che essa era in Francia (Grande elemosiniere), parte sul modello della cappellano maggiore di Napoli, univa due uffici diversi, uno di beneficenza, l’altro di giurisdizione. Come Grande elemosiniere, il prelato incaricato, distribuiva i sussidi pecuniari che il re accordava a persone bisognose o stimate tali. Come Cappellano maggiore egli esercitava l'autorità vescovile sopra tutte le persone impiegate in corte o nate e domiciliate nelle proprietà reali.
La figura entrava spesso in contrasto con i suoi diretti prelati concorrenti (arcivescovi e cardinali dello Stato) poiché non dipendeva da nessuno di essi, bensì dalla famiglia reale e dalla Santa Sede.

### Cronotassi parziale
| Grande elemosiniere                                | Carica ecclesiastica              | Periodo         | Periodo          |
| -------------------------------------------------- | --------------------------------- | --------------- | ---------------- |
| Francesco Giuseppe Arborio Gattinara               | arcivescovo metropolita di Torino | 29 gennaio 1730 | 14 ottobre 1743  |
| Michele Vittorio Villa                             | vescovo di Ivrea                  | 1743            | 1747             |
| Carlo Vittorio Amedeo delle Lanze                  | arcivescovo titolare di Nicosia   | 30 agosto 1747  | 20 febbraio 1773 |
| Francesco Luserna Rorengo di Rorà                  | arcivescovo metropolita di Torino | 1773            | 1778             |
| Vittorio Maria Baldassare Gaetano Costa d'Arignano | arcivescovo metropolita di Torino | 28 luglio 1778  | 1793             |
| Carlo Luigi Buronzo del Signore                    | arcivescovo metropolita di Torino | 1793            | 23 marzo 1806    |
| sede vacante                                       |                                   |                 |                  |

## Regno d'Italia

### Cronotassi
| N°                                       | Primo Limosiniere, sostituito da Primo Cappellano, poi Cappellano Maggiore | Primo Limosiniere, sostituito da Primo Cappellano, poi Cappellano Maggiore                                             | Mandato                                  | Mandato                                  | Sovrano                                                |
| N°                                       | Primo Limosiniere, sostituito da Primo Cappellano, poi Cappellano Maggiore | Primo Limosiniere, sostituito da Primo Cappellano, poi Cappellano Maggiore                                             | Inizio                                   | Fine                                     | Sovrano                                                |
| ---------------------------------------- | -------------------------------------------------------------------------- | --- | ---------------------------------------- | ---------------------------------------- | ------------------------------------------------------ |
| Nomen Nescio (1849-58), abolita nel 1858 | Nomen Nescio (1849-58), abolita nel 1858                                   | Nomen Nescio (1849-58), abolita nel 1858                                                                               | Nomen Nescio (1849-58), abolita nel 1858 | Nomen Nescio (1849-58), abolita nel 1858 | Vittorio Emanuele II (1849-1878)                       |
| 1                                        | ?                                                                          | Giovanni Boldrini (?-?) come Primo cappellano di S.M.                                                                  | 1848                                     | 1850                                     | Vittorio Emanuele II (1849-1878)                       |
| 2                                        | ?                                                                          | Gaetano Talucchi (?-?) come Primo cappellano di S.M.                                                                   | 1850                                     | 1864                                     | Vittorio Emanuele II (1849-1878)                       |
| Nomen Nescio                             |                                                                            | |                                          |                                          | Vittorio Emanuele II (1849-1878)                       |
| 3                                        | ?                                                                          | Giuseppe Pagnone (?-?) come Preside della Regia Cappella                                                               | 1869                                     | 1872                                     | Vittorio Emanuele II (1849-1878)                       |
| Nomen Nescio                             |                                                                            | |                                          |                                          | Vittorio Emanuele II (1849-1878)                       |
| 4                                        | ?                                                                          | Valerio Anzino (6 settembre 1832 - 5 marzo 1899) come Preside della Regia Cappella (1873-1878) poi Cappellano Maggiore | 1873                                     | 1899                                     | Vittorio Emanuele II (1849-1878) Umberto I (1878-1900) |
| 5                                        | ?                                                                          | Giovanni Lanza (?-?)                                                                                                   | 1900                                     | 1905                                     | Vittorio Emanuele III (1900-1946)                      |
| 6                                        | ?                                                                          | Giuseppe Beccaria (?-?)                                                                                                | 1905                                     | 1943                                     | Vittorio Emanuele III (1900-1946)                      |

## Regia Cappella
È stata la denominazione che comprendeva tutti i dipendenti ecclesiastici a servizio della famiglia reale.
I servizi religiosi e le chiese erano sottoposte alla supervisione del Primo Elemosiniere, poi Cappellano Maggiore, da cui dipendevano; erano quindi suddivisi per area provinciale e ognuno con un propri cappellani, canonici, parroci e cerimonieri.
È da sottolineare che l'organizzazione non è mai stata chiara e razionale: ogni "cappella" seguiva una propria organizzazione interna.
Inizialmente delimitato all'area del Regno di Sardegna, con il susseguirsi dell'unificazione nazionale il servizio religioso divenne responsabile dell'amministratore di numerosi complessi religiosi, quali: 
- Basilica Reale di Superga
- Cappella di Roma
  - Cappella di palazzo
  - Chiesa del SS. Sudario dei Piemontesi
- Cappella di Torino
  - Cappella di palazzo
  - Cappella della Sacra Sindone
- Cappella di Milano
- Cappella di Monza
- Cappella di Firenze
- Cappella di Venezia
- Regia cappella palatina di Santa Barbara
- Regio clero palatino in Napoli
- Regia cappellania in Sicilia
- Real cappella palatina di Palermo
- Regia basilica palatina di S. Nicola in Bari
- Regia chiesa palatina di Altamura
- Regia chiesa palatina in Acquaviva delle Fonti
- Regia chiesa palatina di S. Michele Arcangelo in Monte S. Angelo in Gargano
- Regia chiesa palatina di Calascibetta